# Georges Breitman

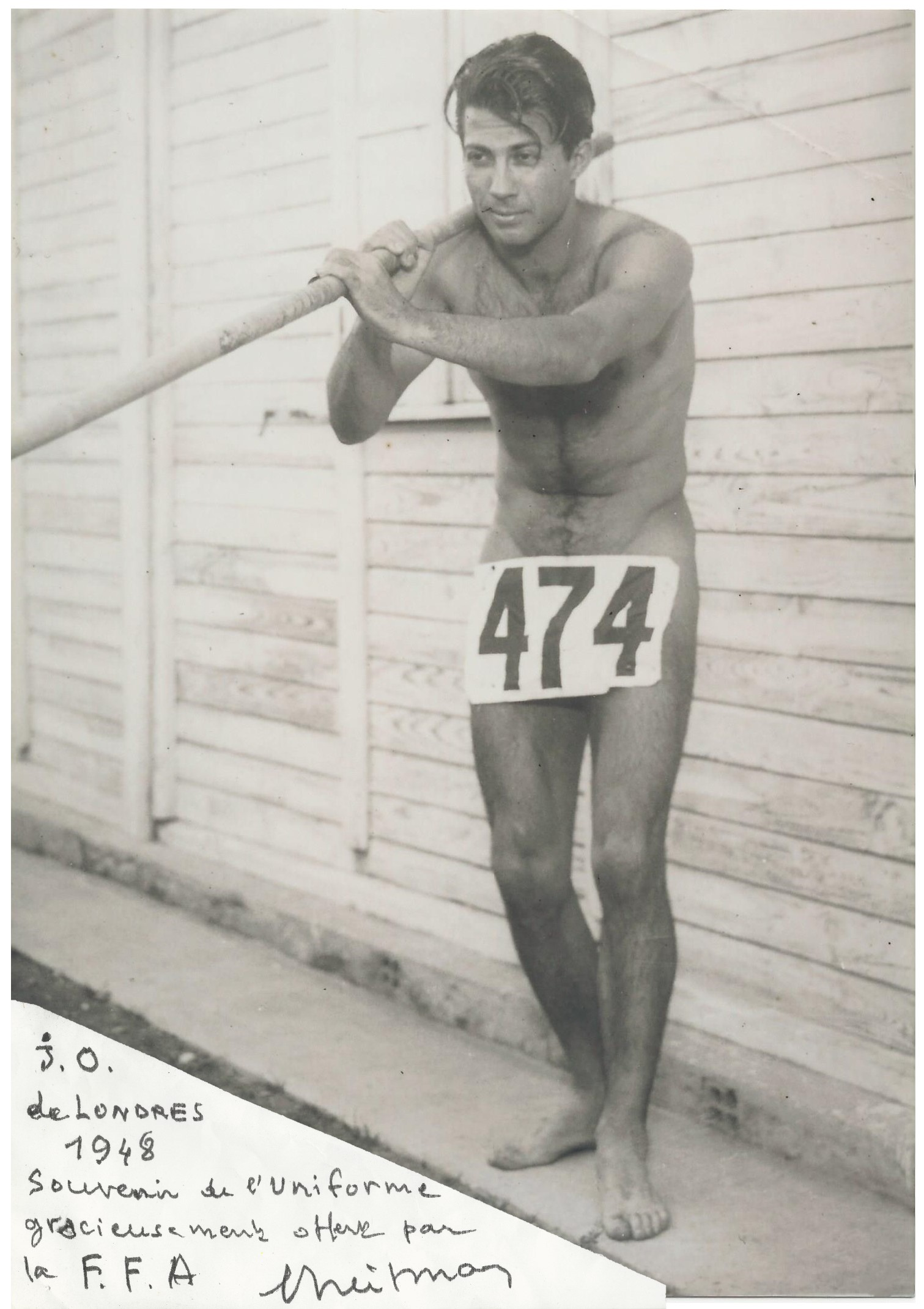
Georges Breitman bei den Olympischen Spielen in London 1948

Georges Benjamin Breitman (* 27. März 1920 in Paris; † 27. Januar 2014 ebd.) war ein französischer Stabhochspringer und Zehnkämpfer.
Im Stabhochsprung wurde er bei den Europameisterschaften 1946 in Oslo Sechster. Bei den Internationalen Universitätsspielen 1947 gewann er Silber, und bei den Olympischen Spielen 1948 in London schied er in der Qualifikation aus. Einer Silbermedaille bei den Weltfestspielen der Jugend und Studenten 1949 folgte ein neunter Platz bei den Europameisterschaften 1950 in Brüssel.
Bei den Olympischen Spielen 1952 in Helsinki brach er den Zehnkampf nach fünf Disziplinen ab.
1946 und 1953 wurde er Französischer Meister im Stabhochsprung. Seine persönliche Bestleistung in dieser Disziplin von 4,11 m stellte er am 1. August 1949 in London auf.